# Roques de García
Le Roques de García sono un gruppo di formazioni rocciose modellate da fenomeni di erosione, situate nel Parco nazionale del Teide, all'interno della caldera de Las Cañadas.
Del gruppo fanno parte il Roque Cinchado e la Catedral.

## Galleria d'immagini

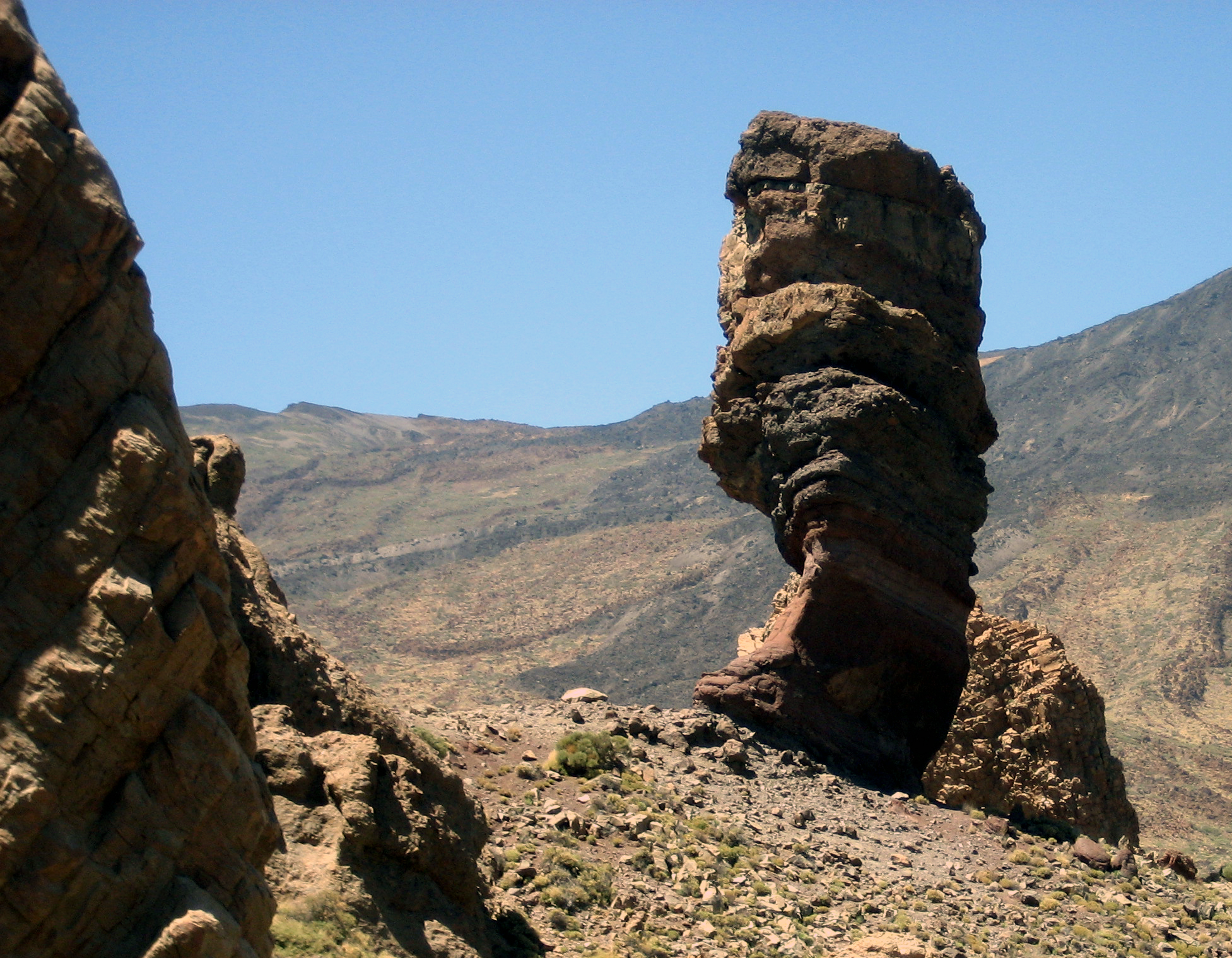
Il Roque Cinchado
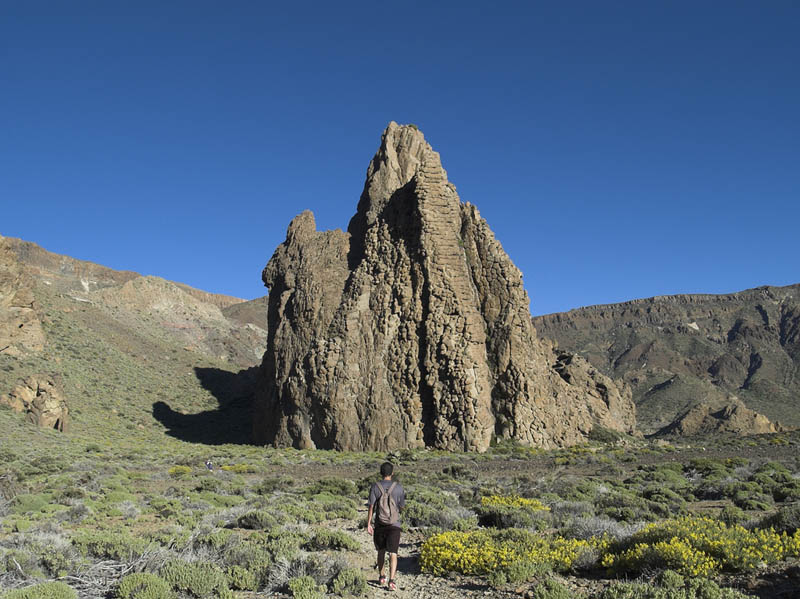
La Catedral